# Nick Vanelli
Nick Vanelli (født, Nick Sejberg d. 11 oktober 1988) er en dansk rapper fra Køge. 
Nick har produceret musik siden han var 15 år og rappet siden han var 19. Han laver alt selv og står selv for sin promovering. Han blev først rigtig lagt mærke til da han i sommeren 2013 udgav hans debut EP "Sulten".
Han var desuden et stort navn tilbage i MySpace tiderne og solgte mange af sine beats til rappere i den amerikanske undergrund.
Nick Vanelli blev i 2013 udvalgt (af Danijel Drux fra Droz Daily Steezin) til at blive en af "DDS 2013 STEEZIN MC's". Danijel Drux mente at Nick bragte noget nyt ind til den danske rapscene da ingen mindede om ham. Nick brugte desuden alias'et Nick Vanvittig i den periode.
I 2015 udgav Nick Vanelli sin anden EP "88".

## Diskografi

### EP'er
| Titel  | Album detaljer                                                 | Højeste placering |
| Titel  | Album detaljer                                                 | Danmark           |
| ------ | -------------------------------------------------------------- | ----------------- |
| Sulten | - Udgivet: 10. juni 2013 - Selskab: Syd Lyd - Format: Download | —                 |
| 88     | - Udgivet: 15. maj 2015 - Selskab: Syd Lyd - Format: Download  | —                 |

### Singler
| År   | Titel          | Højeste placering | Certificering |
| År   | Titel          | Danmark           | Certificering |
| ---- | -------------- | ----------------- | ------------- |
| 2012 | "Sulten"       | —                 |               |
| 2014 | "Spild Af Tid" | —                 |               |
| 2015 | "Solbriller"   | —                 |               |
| 2015 | "Simon Spies"  | —                 |               |

### Featurings
- Cas - "Hænger Løs" (feat. Nick Vanelli) (2012)
- Holsaae - "Roulette" (feat. Nick Vanelli, Danny Davinci & Alex Ambrose) (2014)
- Henni Purk - "Hugtænder" (feat. Nick Vanelli & Ham VolKan) (2014)
- Ham VolKan - "Regnvejr" (feat. Nick Vanelli) (2014)
- Henni Purk - "Tar' Min Stil" (feat. Nick Vanelli) (2016)

## Eksterne links
- Nick Vanelli på YouTube
- Nick Vanelli Beats